# أولريك لوبان
أولريك لوبان (21 يناير 1974 في فرنسا - ) (بالفرنسية: Ulrich Le Pen)‏ هو لاعب كرة قدم فرنسي في مركز الوسط. لعب مع إيبسويتش تاون وستاد رين وستاد لافال ونادي ستراسبورغ ونادي لوريان.

## روابط خارجية
- أولريك لوبان على موقع قاعدة بيانات كرة القدم.إي يو (الإنجليزية)
- أولريك لوبان على موقع Soccerway.com (الإنجليزية)
- أولريك لوبان على موقع عالم كرة القدم.نت (الإنجليزية)
- أولريك لوبان على موقع GSA (الإنجليزية)